# Hierococcyx
Hierococcyx Müller, 1843 è un genere di uccelli cuculiformi della famiglia Cuculidae.

## Tassonomia
Questo genere comprende le seguenti specie:
- Hierococcyx vagans (Müller, 1845) - cuculo sparviero minore
- Hierococcyx sparverioides sparverioides(Vigors, 1832) - cuculo sparviero maggiore
- Hierococcyx bocki Ramsay, 1886 - cuculo sparviero oscuro[2] o Cuculo sparviero di Bock[3]
- Hierococcyx varius (Vahl, 1797) - cuculo sparviero comune
- Hierococcyx hyperythrus (Gould, 1856) - cuculastore settentrionale
- Hierococcyx pectoralis Cabanis & Heine, 1863 - cuculastore delle Filippine
- Hierococcyx fugax (Horsfield, 1821) - cuculastore fuggitivo[2]
- Hierococcyx nisicolor (Blyth, 1843) - cuculastore di Hodgson

In passato l'intero genere era inserito nel genere Cuculus.